# Paraguayi labdarúgó-válogatott
A paraguayi labdarúgó-válogatott Paraguay nemzeti csapata, amelyet a paraguayi labdarúgó-szövetség (spanyolul:Asociación Paraguaya de Fútbol) irányít.
A válogatott négyszer is bejutott a világbajnokságok második körébe (1986-ban, 1998-ban, 2002-ben és 2010-ben).
A Copa Américát két alkalommal megnyerték (1953-ban és 1979-ben). A 2004-es athéni olimpián a csapat a döntőig menetelt, ahol Argentínától 1–0-s vereséget szenvedett. Ez volt Paraguay első olimpiai érme az összes sportágat figyelembe véve.
A 2010-es labdarúgó-világbajnokságra zsinórban negyedik alkalommal jutott ki Paraguay (1998 Franciaország, 2002 Korea-Japán, 2006 Németország).

## A válogatott története
Hamarosan azután, hogy egy holland fiatalember nevezetesen William Paats megismertette Paraguayjal a labdarúgás, 1906-ban megalakult a Liga Paraguaya de Futbol, ami a mai Paraguayi labdarúgó-szövetség elődje volt. Az első válogatottat 1910-ben szervezték, a mikor egy Hércules nevezetű argentin klubot hívtak meg egy barátságos mérkőzésre. A találkozó 0–0-s döntetlennel zárult.
Az első hivatalos nemzetközi találkozóra azonban egészen 1919-ig várni kellett. Ekkor Paraguay Asunciónban 5–1-es vereséget szenvedett Argentínától. Még ez év végén meghívták őket az 1921-es Copa Américára, ezért 1919 és 1921 között megpróbáltak minél több alkalmat keríteni barátságos mérkőzések lejátszására. Az 1921-es Copa Américan nem kis meglepetésre sikerült legyőzniük a háromszoros bajnok Uruguay-t 2–1-re. A negyedik helyen végeztek, de 1922-ben már a második helyet sikerült elcsípniük Brazília mögött.
1930-ban Paraguay tagja volt a legelső labdarúgó-világbajnokság mezőnyének, amit Uruguayban rendeztek. Első mérkőzésükön az Egyesült Államokkal találkoztak és 3–0-s vereséget szenvedtek, majd Belgiumot Luis Vargas Peña góljával sikerült legyőzniük 1–0-ra. Paraguay a csoport második helyén végzett az USA mögött, de mivel csak egy csapat juthatott tovább, ezért kiesett.
Az 1929-es, 1947-es és az 1949-es Copa América mindegyikén ezüstérmet szereztek. Az 1950-es világbajnokságon egy csoportba kerültek Svédországgal és Olaszországgal. A továbbjutás azonban ekkor sem sikerült a svédek elleni döntetlen (2–2) és az olaszoktól elszenvedett vereségnek köszönhetően (0–2).
Az első nagy siker 1953-ban született a Copan, amit Peruban rendeztek. Paraguay Chilét (3–0) Bolíviát (2–1) és Brazíliát (2–1) legyőzve illetve Ecuadorral (0–0), Peruval (2–2) és Uruguayjal (2–2) döntetlent játszva ugyanannyi ponttal zárta a tornát, mint Brazília. Kettejük között egy döntőnek is beillő második mérkőzésre került sor, amit Paraguay nyert 3–2-re.
1958-ban meglepetésre Uruguay-t megelőzve jutotta ki. Franciaországtól 7–3-ra kikaptak, majd Skóciát legyőzték 3–2-re. Jugoszlávia ellen pedig 3–3-as döntetlent játszottak. Három megszerzett ponttal a csoport harmadik helyén végeztek.
Ezután egy igencsak hosszú időszak következett világbajnoki részvétel nélkül, a Copa Américan viszont annál sikeresebbek voltak. 1959-ben harmadik, 1963-ban második, míg 1979-ben első helyen végeztek. A döntőben Chilét győzték le összesítésben 3–1-re. Ez volt Paraguay második Copa Américan szerzett bajnoki címe.

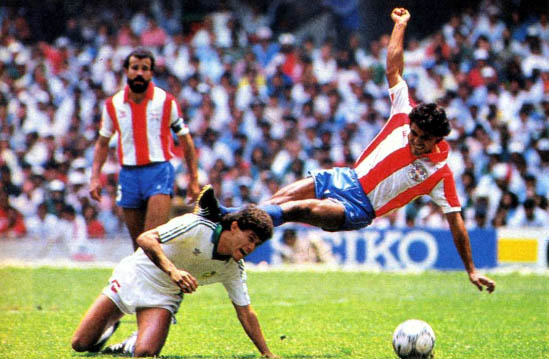
Roberto Cabañas az 1986-os világbajnokságon

A válogatott 28 év szünetet követően az 1986-os labdarúgó-világbajnokságra sikeresen kijutott. Az első mérkőzésen 1–0-ra verték Irakot. A házigazda Mexikó következett, akivel 1–1-es döntetlent játszottak, majd az utolsó csoportmérkőzésen Belgium ellen szintén (2–2). Első alkalom volt, hogy sikerült túlélniük a csoportkört és bejutni a nyolcaddöntőbe. Itt azonban Anglia jelentette a végállomást (0–3).
A következő két világbajnokságra (1990, 1994) nem sikerült kijutnia az Albirrojanak. 1992-ben jól zárták a Dél-amerikai olimpiai selejtezőtornát, melynek eredményeként részt vehettek az 1992. évi barcelonai nyári olimpiai játékokon. A csoportjukból második helyen továbbjutva Ghánától 4–2-es vereséget szenvedtek. A legörömtelibb dolog azonban az volt, hogy egy új fiatal válogatott volt kialakulóban. Ennek a generációnak tagjai voltak többek között: Carlos Gamarra, Celso Ayala, José Luis Chilavert, Francisco Arce és José Cardozo. Ez volt az úgynevezett "aranygeneráció" aminek köszönhetően Paraguay a legnagyobb Dél-amerikai válogatottakkal is könnyedén felvette a versenyt.
Az 1998-as világbajnokság selejtezőiben a második helyen végeztek Argentína mögött. A sorsolást követően a D csoportba kaptak besorolást. Első találkozójuk Bulgária ellen volt, ami 0–0-s döntetlennel zárult. Szintén gól nélküli döntetlent játszottak a spanyolokkal, majd Nigériát legyőzve (3–1 Celso Ayala, Miguel Ángel Benítez és José Cardozo góljaival) bejutottak a nyolcaddöntőbe, ahol a házigazda Franciaország várt rájuk. A rendes játékidőben nem esett gól, így következett a hosszabbítás. A franciák Laurent Blanc 114. percében szerzett találatának köszönhetően, aranygóllal jutottak tovább. A vb után a paraguayiak közül három játékost: Carlos Gamarrat, Celso Ayalat és a kapus José Luis Chilavertet is beválasztották a torna All Star csapatába.
2002-ben ismét sikerrel vették a selejtező okozta akadályokat. Az első csoportmérkőzésükön Dél-Afrika ellen 2–2-es végeredmény született (a paraguayiak már 2–0-ra is vezettek Roque Santa Cruz és Francisco Arce találataival), Spanyolországtól 3–1-re kaptak ki, végezetül pedig Szlovéniát sikerült legyőzniük ugyanilyen arányban. Menetelésüknek ezúttal Németország vetett véget a legjobb 16 között. A németek Oliver Neuville találatával 1–0-ra nyerték a párharcot.
A 2006-os labdarúgó-világbajnokság zsinórban a harmadik világbajnoksága volt a Dél-amerikaiaknak. Anglia és Svédország ellen kezdték a tornát és mindkét alkalommal 1–0 arányban alulmaradtak. Az utolsó mérkőzésük, amit 2–0-ra megnyertek Trinidad és Tobago ellen már csak szépségtapasz volt.
2010-ben ismét tagjai voltak a 32-es világbajnoki mezőnynek. A Dél-amerikai zóna selejtezőiből a harmadik helyen jutottak ki a vb-re. A sorsolás által az F csoportba kerültek. Nyitásként 1–1-es döntetlent értek el a címvédő olaszokkal szemben. Szlovákiát Enrique Vera és Cristian Riveros góljaival 2–0-ra győzték le, Új-Zéland ellen pedig egy gól nélküli döntetlennel zárták a csoportot. Az első helyen végezve jutottak be a nyolcaddöntőbe, ahol Japánt kapták ellenfélül. A rendes játékidőben és a hosszabbításban sem esett találat, ezért büntetőrúgásokra került sor, amiben a paraguayiak kerekedtek felül (5–3). Ennek eredményeként először fordult elő, Paraguay történetében, hogy a legjobb nyolc csapat közé bejutott. A negyeddöntőben a 2008-as Európa-bajnokság győztesével Spanyolországgal (amely válogatott később megnyerte a világbajnokságot is) találkoztak. A találkozón mindkét csapat kihagyott egy-egy tizenegyest, míg David Villa két kapufás gólt lőtt a hajrában, ezzel eldöntve a párharcot (0–1).
Azonban a 2014-es labdarúgó-világbajnokságra nem jutottak ki.

## Nemzetközi eredmények
Copa América
- Bajnok: 2 alkalommal (1953, 1979)
- Ezüstérmes: 5 alkalommal (1922, 1929, 1947, 1949, 1963)
- Bronzérmes: 6 alkalommal (1923, 1924, 1925, 1939, 1946, 1959)

 Olimpiai játékok
- Ezüstérmes: 1 alkalommal (2004)

### Világbajnoki szereplés
| Év       | Eredmény      | Hely          | M             | GY            | D             | V             | RG            | KG            |
| -------- | ------------- | ------------- | ------------- | ------------- | ------------- | ------------- | ------------- | ------------- |
| 1930     | Csoportkör    | 9.            | 2             | 1             | 0             | 1             | 1             | 3             |
| 1934     | Nem indult    | Nem indult    | Nem indult    | Nem indult    | Nem indult    | Nem indult    | Nem indult    | Nem indult    |
| 1938     | Nem indult    | Nem indult    | Nem indult    | Nem indult    | Nem indult    | Nem indult    | Nem indult    | Nem indult    |
| 1950     | Csoportkör    | 11.           | 2             | 0             | 1             | 1             | 2             | 4             |
| 1954     | Nem jutott be | Nem jutott be | Nem jutott be | Nem jutott be | Nem jutott be | Nem jutott be | Nem jutott be | Nem jutott be |
| 1958     | Csoportkör    | 12.           | 3             | 1             | 1             | 1             | 9             | 12            |
| 1962     | Nem jutott be | Nem jutott be | Nem jutott be | Nem jutott be | Nem jutott be | Nem jutott be | Nem jutott be | Nem jutott be |
| 1966     | Nem jutott be | Nem jutott be | Nem jutott be | Nem jutott be | Nem jutott be | Nem jutott be | Nem jutott be | Nem jutott be |
| 1970     | Nem jutott be | Nem jutott be | Nem jutott be | Nem jutott be | Nem jutott be | Nem jutott be | Nem jutott be | Nem jutott be |
| 1974     | Nem jutott be | Nem jutott be | Nem jutott be | Nem jutott be | Nem jutott be | Nem jutott be | Nem jutott be | Nem jutott be |
| 1978     | Nem jutott be | Nem jutott be | Nem jutott be | Nem jutott be | Nem jutott be | Nem jutott be | Nem jutott be | Nem jutott be |
| 1982     | Nem jutott be | Nem jutott be | Nem jutott be | Nem jutott be | Nem jutott be | Nem jutott be | Nem jutott be | Nem jutott be |
| 1986     | Nyolcaddöntő  | 13.           | 4             | 1             | 2             | 1             | 4             | 6             |
| 1990     | Nem jutott be | Nem jutott be | Nem jutott be | Nem jutott be | Nem jutott be | Nem jutott be | Nem jutott be | Nem jutott be |
| 1994     | Nem jutott be | Nem jutott be | Nem jutott be | Nem jutott be | Nem jutott be | Nem jutott be | Nem jutott be | Nem jutott be |
| 1998     | Nyolcaddöntő  | 14.           | 4             | 1             | 2             | 1             | 3             | 2             |
| 2002     | Nyolcaddöntő  | 16.           | 4             | 1             | 1             | 2             | 6             | 7             |
| 2006     | Csoportkör    | 18.           | 3             | 1             | 0             | 2             | 2             | 2             |
| 2010     | Negyeddöntő   | 8.            | 5             | 1             | 3             | 1             | 3             | 2             |
| 2014     | Nem jutott be | Nem jutott be | Nem jutott be | Nem jutott be | Nem jutott be | Nem jutott be | Nem jutott be | Nem jutott be |
| 2018     | Nem jutott be | Nem jutott be | Nem jutott be | Nem jutott be | Nem jutott be | Nem jutott be | Nem jutott be | Nem jutott be |
| 2022     | Folyamatban   | Folyamatban   | Folyamatban   | Folyamatban   | Folyamatban   | Folyamatban   | Folyamatban   | Folyamatban   |
| Összesen | Negyeddöntő   | 8/21          | 27            | 7             | 10            | 10            | 30            | 38            |

| Dél-Amerika bajnokság | Dél-Amerika bajnokság | Dél-Amerika bajnokság | Dél-Amerika bajnokság | Dél-Amerika bajnokság | Dél-Amerika bajnokság | Dél-Amerika bajnokság | Dél-Amerika bajnokság | Dél-Amerika bajnokság |
| Év                    | Eredmény              | Hely                  | M                     | Gy                    | D                     | V                     | RG                    | KG                    |
| --------------------- | --------------------- | --------------------- | --------------------- | --------------------- | --------------------- | --------------------- | --------------------- | --------------------- |
| 1916                  | Nem vett részt        | Nem vett részt        | Nem vett részt        | Nem vett részt        | Nem vett részt        | Nem vett részt        | Nem vett részt        | Nem vett részt        |
| 1917                  | Nem vett részt        | Nem vett részt        | Nem vett részt        | Nem vett részt        | Nem vett részt        | Nem vett részt        | Nem vett részt        | Nem vett részt        |
| 1919                  | Nem vett részt        | Nem vett részt        | Nem vett részt        | Nem vett részt        | Nem vett részt        | Nem vett részt        | Nem vett részt        | Nem vett részt        |
| 1920                  | Nem vett részt        | Nem vett részt        | Nem vett részt        | Nem vett részt        | Nem vett részt        | Nem vett részt        | Nem vett részt        | Nem vett részt        |
| 1921                  | Negyedik hely         | 4.                    | 3                     | 1                     | 0                     | 2                     | 2                     | 7                     |
| 1922                  | Második hely          | 2.                    | 4                     | 2                     | 1                     | 1                     | 5                     | 3                     |
| 1923                  | Harmadik hely         | 3.                    | 3                     | 1                     | 0                     | 2                     | 4                     | 6                     |
| 1924                  | Harmadik hely         | 3.                    | 3                     | 1                     | 1                     | 1                     | 4                     | 4                     |
| 1925                  | Harmadik hely         | 3.                    | 4                     | 0                     | 0                     | 4                     | 4                     | 13                    |
| 1926                  | Negyedik hely         | 4.                    | 4                     | 1                     | 0                     | 3                     | 8                     | 20                    |
| 1927                  | Nem vett részt        | Nem vett részt        | Nem vett részt        | Nem vett részt        | Nem vett részt        | Nem vett részt        | Nem vett részt        | Nem vett részt        |
| 1929                  | Második hely          | 2.                    | 3                     | 2                     | 0                     | 1                     | 9                     | 4                     |
| 1935                  | Nem vett részt        | Nem vett részt        | Nem vett részt        | Nem vett részt        | Nem vett részt        | Nem vett részt        | Nem vett részt        | Nem vett részt        |
| 1937                  | Negyedik hely         | 4.                    | 5                     | 2                     | 0                     | 3                     | 8                     | 16                    |
| 1939                  | Harmadik hely         | 3.                    | 4                     | 2                     | 0                     | 2                     | 9                     | 8                     |
| 1941                  | Nem vett részt        | Nem vett részt        | Nem vett részt        | Nem vett részt        | Nem vett részt        | Nem vett részt        | Nem vett részt        | Nem vett részt        |
| 1942                  | Negyedik hely         | 4.                    | 6                     | 2                     | 2                     | 2                     | 11                    | 10                    |
| 1945                  | Nem vett részt        | Nem vett részt        | Nem vett részt        | Nem vett részt        | Nem vett részt        | Nem vett részt        | Nem vett részt        | Nem vett részt        |
| 1946                  | Harmadik hely         | 3.                    | 5                     | 2                     | 1                     | 2                     | 8                     | 8                     |
| 1947                  | Második hely          | 2.                    | 7                     | 5                     | 1                     | 1                     | 16                    | 11                    |
| 1949                  | Második hely          | 2.                    | 8                     | 6                     | 0                     | 2                     | 21                    | 13                    |
| 1953                  | Győztes               | 1.                    | 7                     | 4                     | 2                     | 1                     | 14                    | 8                     |
| 1955                  | Ötödik hely           | 5.                    | 5                     | 1                     | 1                     | 3                     | 7                     | 14                    |
| 1956                  | Ötödik hely           | 5.                    | 5                     | 0                     | 2                     | 3                     | 3                     | 8                     |
| 1957                  | Nem vett részt        | Nem vett részt        | Nem vett részt        | Nem vett részt        | Nem vett részt        | Nem vett részt        | Nem vett részt        | Nem vett részt        |
| 1959                  | Harmadik hely         | 3.                    | 6                     | 3                     | 0                     | 3                     | 12                    | 12                    |
| 1959                  | Ötödik hely           | 5.                    | 4                     | 0                     | 1                     | 3                     | 6                     | 11                    |
| 1963                  | Második hely          | 2.                    | 6                     | 4                     | 1                     | 1                     | 13                    | 7                     |
| 1967                  | Negyedik hely         | 4.                    | 5                     | 2                     | 0                     | 3                     | 9                     | 13                    |
| Összesen              | 1 győzelem            | 20/29                 | 97                    | 41                    | 13                    | 43                    | 173                   | 196                   |

| Copa América | Copa América | Copa América | Copa América | Copa América | Copa América | Copa América | Copa América | Copa América |
| Év           | Eredmény     | Hely         | M            | Gy           | D            | V            | RG           | KG           |
| ------------ | ------------ | ------------ | ------------ | ------------ | ------------ | ------------ | ------------ | ------------ |
| 1975         | Csoportkör   | 7.           | 1            | 1            | 1            | 2            | 5            | 5            |
| 1979         | Győztes      | 1.           | 6            | 3            | 3            | 0            | 9            | 3            |
| 1983         | Elődöntő     | 3.           | 2            | 0            | 2            | 0            | 1            | 1            |
| 1987         | Csoportkör   | 9.           | 2            | 0            | 1            | 1            | 0            | 3            |
| 1989         | Döntő        | 4.           | 7            | 3            | 1            | 3            | 9            | 10           |
| 1991         | Csoportkör   | 6.           | 4            | 2            | 0            | 2            | 7            | 8            |
| 1993         | Negyeddöntő  | 8.           | 4            | 1            | 1            | 2            | 2            | 7            |
| 1995         | Negyeddöntő  | 6.           | 4            | 2            | 1            | 1            | 6            | 5            |
| 1997         | Negyeddöntő  | 7.           | 4            | 1            | 1            | 2            | 2            | 5            |
| 1999         | Negyeddöntő  | 6.           | 4            | 2            | 2            | 0            | 6            | 1            |
| 2001         | Csoportkör   | 10.          | 3            | 0            | 2            | 1            | 4            | 6            |
| 2004         | Negyeddöntő  | 5.           | 4            | 2            | 1            | 1            | 5            | 5            |
| 2007         | Negyeddöntő  | 5.           | 4            | 2            | 0            | 2            | 8            | 8            |
| 2011         | Döntő        | 2.           | 6            | 0            | 5            | 1            | 5            | 8            |
| 2015         | Elődöntő     | 4.           | 6            | 1            | 3            | 2            | 6            | 12           |
| 2016         | Csoportkör   | 12.          | 3            | 0            | 1            | 2            | 1            | 3            |
| 2019         | Résztvevő    | Résztvevő    | Résztvevő    | Résztvevő    | Résztvevő    | Résztvevő    | Résztvevő    | Résztvevő    |
| Összesen     | 1 győzelem   | 15/15        | 68           | 22           | 28           | 21           | 76           | 90           |

### Pánamerikai játékok-szereplés
| Pánamerikai játékok | Pánamerikai játékok | Pánamerikai játékok | Pánamerikai játékok | Pánamerikai játékok | Pánamerikai játékok | Pánamerikai játékok | Pánamerikai játékok | Pánamerikai játékok |
| Év                  | Eredmény            | Hely                | M                   | Gy                  | D                   | V                   | Rg                  | Kg                  |
| ------------------- | ------------------- | ------------------- | ------------------- | ------------------- | ------------------- | ------------------- | ------------------- | ------------------- |
| 1951                | Negyedik hely       | 4.                  | 4                   | 1                   | 0                   | 3                   | 5                   | 14                  |
| 1955                | Nem vett részt      | Nem vett részt      | Nem vett részt      | Nem vett részt      | Nem vett részt      | Nem vett részt      | Nem vett részt      | Nem vett részt      |
| 1959                | Nem vett részt      | Nem vett részt      | Nem vett részt      | Nem vett részt      | Nem vett részt      | Nem vett részt      | Nem vett részt      | Nem vett részt      |
| 1963                | Nem vett részt      | Nem vett részt      | Nem vett részt      | Nem vett részt      | Nem vett részt      | Nem vett részt      | Nem vett részt      | Nem vett részt      |
| 1967                | Nem vett részt      | Nem vett részt      | Nem vett részt      | Nem vett részt      | Nem vett részt      | Nem vett részt      | Nem vett részt      | Nem vett részt      |
| 1971                | Nem vett részt      | Nem vett részt      | Nem vett részt      | Nem vett részt      | Nem vett részt      | Nem vett részt      | Nem vett részt      | Nem vett részt      |
| 1975                | Nem vett részt      | Nem vett részt      | Nem vett részt      | Nem vett részt      | Nem vett részt      | Nem vett részt      | Nem vett részt      | Nem vett részt      |
| 1979                | Nem vett részt      | Nem vett részt      | Nem vett részt      | Nem vett részt      | Nem vett részt      | Nem vett részt      | Nem vett részt      | Nem vett részt      |
| 1983                | Nem vett részt      | Nem vett részt      | Nem vett részt      | Nem vett részt      | Nem vett részt      | Nem vett részt      | Nem vett részt      | Nem vett részt      |
| 1987                | Csoportkör          | 9.                  | 3                   | 0                   | 2                   | 1                   | 1                   | 8                   |
| 1991                | Nem vett részt      | Nem vett részt      | Nem vett részt      | Nem vett részt      | Nem vett részt      | Nem vett részt      | Nem vett részt      | Nem vett részt      |
| 1995                | Negyeddöntő         | 7.                  | 4                   | 2                   | 0                   | 2                   | 4                   | 3                   |
| 1999                | Nem vett részt      | Nem vett részt      | Nem vett részt      | Nem vett részt      | Nem vett részt      | Nem vett részt      | Nem vett részt      | Nem vett részt      |
| 2003                | Csoportkör          | 5.                  | 3                   | 1                   | 0                   | 2                   | 3                   | 4                   |
| 2007                | Nem vett részt      | Nem vett részt      | Nem vett részt      | Nem vett részt      | Nem vett részt      | Nem vett részt      | Nem vett részt      | Nem vett részt      |
| 2011                | Nem vett részt      | Nem vett részt      | Nem vett részt      | Nem vett részt      | Nem vett részt      | Nem vett részt      | Nem vett részt      | Nem vett részt      |
| 2015                | Csoportkör          | 5.                  | 3                   | 1                   | 1                   | 1                   | 6                   | 3                   |
| 2019                | Folyamatban         | Folyamatban         | Folyamatban         | Folyamatban         | Folyamatban         | Folyamatban         | Folyamatban         | Folyamatban         |
| Összesen            | Negyedik hely       | 5/17                | 17                  | 5                   | 3                   | 9                   | 19                  | 32                  |

### Olimpiai szereplés
- 1992 – Negyeddöntő
- 2004 – ezüstérmes
- 1948 és 1988 között amatőr, 1992-től kezdődően U23-as játékosok vettek részt az olimpiai játékokon

## Mezek a válogatott története során
A paraguayi labdarúgó-válogatott hagyományos szerelése piros-fehér csíkos mez, kék nadrág és kék sportszár. A váltómez pedig fehér mezből, fehér nadrágból és fehér sportszárból áll, de gyakran változtatják a színét.
Hazai
| 1930-as vb | 1986-os vb | 1998-as vb | 2002-es vb | 2006-os vb | 2010-es vb | 2010–12 | 2015–16 |

Idegenbeli
| 1986-os vb | 1998-as vb | 2002-es vb | 2006-os vb | 2010-es vb | 2010–12 | 2015 | 2016 |

## Játékosok

### Játékoskeret
A következő játékosok kerültek be a Costa Rica elleni március 26-i és a Mexikó elleni március 31-i 2015-ös barátságos mérkőzésekre készülő keretbe.

A válogatottságok és gólok a 2014. november 28-i állapotnak megfelelőek.
| Szám | Poszt | Név              | Születési dátum / Kor         | Válogatottság | Gólok | Klub                   |
| ---- | ----- | ---------------- | ----------------------------- | ------------- | ----- | ---------------------- |
|      | K     | Justo Villar     | 1977. június 30. (47 éves)    | 105           | 0     | Colo-Colo              |
|      | K     | Antony Silva     | 1984. február 27. (41 éves)   | 6             | 0     | Independiente Medellín |
|      | K     | Alfredo Aguilar  | 1988. július 18. (36 éves)    | 0             | 0     | Guaraní                |
|      | V     | Paulo da Silva   | 1980. február 1. (45 éves)    | 118           | 2     | Toluca                 |
|      | V     | Miguel Samudio   | 1986. augusztus 24. (38 éves) | 20            | 1     | América                |
|      | V     | Iván Piris       | 1989. március 10. (36 éves)   | 16            | 0     | Udinese                |
|      | V     | Pablo Aguilar    | 1987. április 2. (37 éves)    | 15            | 4     | América                |
|      | V     | Marcos Cáceres   | 1986. május 5. (38 éves)      | 15            | 0     | Newell’s Old Boys      |
|      | V     | Gustavo Gómez    | 1993. május 6. (31 éves)      | 10            | 2     | Lanús                  |
|      | V     | Jorge Moreira    | 1990. január 1. (35 éves)     | 5             | 0     | Libertad               |
|      | V     | Fabián Balbuena  | 1991. augusztus 23. (33 éves) | 0             | 0     | Libertad               |
|      | KP    | Víctor Cáceres   | 1985. március 25. (39 éves)   | 59            | 1     | Flamengo               |
|      | KP    | Osvaldo Martínez | 1986. április 8. (38 éves)    | 28            | 1     | América                |
|      | KP    | Hernán Pérez     | 1989. február 25. (36 éves)   | 22            | 1     | Valladolid             |
|      | KP    | Richard Ortiz    | 1990. május 22. (34 éves)     | 13            | 4     | Toluca                 |
|      | KP    | Fidencio Oviedo  | 1987. május 30. (37 éves)     | 13            | 0     | Cerro Porteño          |
|      | KP    | Jorge Rojas      | 1993. január 7. (32 éves)     | 12            | 1     | Gimnasia               |
|      | KP    | Óscar Romero     | 1992. július 4. (32 éves)     | 8             | 1     | Racing                 |
|      | KP    | Osmar Molinas    | 1987. május 3. (37 éves)      | 7             | 0     | Libertad               |
|      | CS    | Roque Santa Cruz | 1981. augusztus 16. (43 éves) | 104           | 30    | Cruz Azul              |
|      | CS    | Édgar Benítez    | 1987. november 8. (37 éves)   | 39            | 6     | Toluca                 |
|      | CS    | Lucas Barrios    | 1984. november 13. (40 éves)  | 23            | 6     | Montpellier            |
|      | CS    | Raúl Bobadilla   | 1987. június 18. (37 éves)    | 0             | 0     | Augsburg               |

## Válogatottsági rekordok
Az adatok 2016. november 15. állapotoknak felelnek meg.
- A még aktív játékosok félkövérrel vannak megjelölve.

### Legtöbbször pályára lépett játékosok

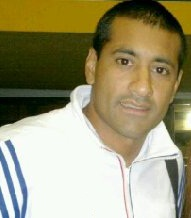
Paulo da Silva a válogatottsági rekorder 143 mérkőzéssel.

| #  | Játékos          | Vál. | Gól | Időszak   |
| -- | ---------------- | ---- | --- | --------- |
| 1  | Paulo da Silva   | 143  | 3   | 2000–     |
| 2  | Justo Villar     | 119  | 0   | 1999–     |
| 3  | Roque Santa Cruz | 112  | 32  | 1999–2016 |
| 4  | Carlos Gamarra   | 110  | 12  | 1993–2006 |
| 5  | Denis Caniza     | 100  | 1   | 1996–2010 |
| =  | Roberto Acuña    | 100  | 5   | 1993–2011 |
| 7  | Cristian Riveros | 95   | 16  | 2005–     |
| 8  | Celso Ayala      | 85   | 6   | 1993–2003 |
| 9  | José Cardozo     | 82   | 25  | 1991–2006 |
| 10 | Carlos Bonet     | 80   | 1   | 2002–2013 |

### Legtöbb gólt szerző játékosok

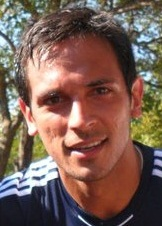
Roque Santa Cruz 32 góllal a paraguayi válogatott legeredményesebb játékosa.

| # | Játékos              | Gól | Vál. | Időszak   |
| - | -------------------- | --- | ---- | --------- |
| 1 | Roque Santa Cruz     | 32  | 112  | 1999–2016 |
| 2 | José Cardozo         | 25  | 82   | 1991–2006 |
| 3 | Cristian Riveros     | 16  | 95   | 2005–     |
| 4 | Saturnino Arrúa      | 13  | 26   | 1969–1980 |
| 4 | Julio César Romero   | 13  | 32   | 1979–1986 |
| 4 | Nelson Haedo Valdez  | 13  | 77   | 2004–     |
| 7 | Gerardo Rivas        | 12  | 32   | 1921–1926 |
| 7 | Carlos Gamarra       | 12  | 110  | 1993–2006 |
| 9 | Miguel Ángel Benítez | 11  | 29   | 1996–1999 |
| 9 | Roberto Cabañas      | 11  | 28   | 1981–1993 |

### Ismert játékosok
- Roberto Acuña
- Francisco Arce
- Saturnino Arrúa
- Celso Ayala
- Edgar Barreto
- Lucas Barrios
- Aldo Bobadilla
- Carlos Bonet
- Roberto Cabañas
- Julio César Cáceres
- Jorge Luis Campos
- Denis Caniza
- José Cardozo
- Óscar Cardozo
- José Luis Chilavert
- Nelson Cuevas
- Arsenio Erico
- Roberto Fernández
- Carlos Gamarra
- Aurelio González
- Carlos Humberto Paredes
- Romerito
- Roque Santa Cruz
- Pedro Sarabia
- Estanislao Struway
- Nelson Haedo Valdez
- Juan Bautista Villalba
- Justo Villar